# 卍/ベルリン・アフェア
『卍/ベルリン・アフェア』（原題: The Berlin Affair）は、1985年製作のイタリア・ドイツ合作映画。原作は谷崎潤一郎の小説『卍（まんじ）』。日本では劇場未公開。

## キャスト
- ルイーズ：グドルン・ランドグレーベ
- ミツコ：高樹澪
- ハインツ：ケビン・マクナリー
- ハンス・ツィッシュラー
- マッシモ・ジロッティ
- 辻村ジュサブロー